# Burg Haldessen

Abgegangen Burg Haldesen

Die Burg Haldessen ist eine abgegangene Niederungsburg in der Gemarkung der Stadt Grebenstein im Landkreis Kassel in Nordhessen, Deutschland.

## Lage und Zustand
Die Burg, deren Standort 1962 bei Ausgrabungen eindeutig ermittelt wurde, stand auf einem flachen 255 m ü. NN Hügel in der Nähe des Hofes Oberhaldessen, etwa zwischen Udenhausen, einem heutigen Stadtteil von Grebenstein, und Carlsdorf, heute Stadtteil von Hofgeismar. Reste der Burg sollen noch Anfang des 19. Jahrhunderts erkennbar gewesen sein; heute ist nichts mehr erhalten. Eine Linde steht heute an der kleinen Hügelrest des Burgstalls.

## Geschichte
Die Burg wurde in den ersten Jahren des 14. Jahrhunderts durch das Erzbistum Mainz in der Nähe der Grebensteiner Landwehr errichtet, als Bollwerk gegen die im Jahre 1297 von der Landgrafschaft Hessen erworbenen Burg Grebenstein und Stadt Grebenstein und zur Kontrolle der dortigen Straßen. Am 30. April 1303 verpfändete Erzbischof Gerhard II. von Eppstein die neu erbaute Burg an Dietrich und Konrad von Haldessen, die sich jedoch verpflichten mussten, den Erzbischof gegen jedermann zu unterstützen und die Burg für jedermann offen zu halten. 1314 löste Erzbischof Peter von Aspelt die Burg wieder ein und übertrug sie mit den dazugehörigen Gütern an den Ministerialen Rabe von Calenberg als Besoldungsabfindung. In den folgenden Jahren wurde die ursprünglich nur kleine Burg weiter ausgebaut und ihre Besatzung verstärkt, um die mainzischen Dörfer vor dem Reinhardswald besser gegen hessische Vorstöße schützen zu können. 1335 hatte Mainz zusätzlich zu zwei Burgmannen aus Haldessen und dreien aus Twiste 27 weitere Ritter, 42 Knechte und 24 Personen Burggesinde und Bedienstete auf der Burg.
Dennoch wurde die Burg im Jahr 1339 von Landgraf Heinrich II. erobert und zerstört. Schon bald wieder aufgebaut, fiel sie 1346/47 während des Mainzer Schismas (1346–1353) erneut in hessische Hand, als Landgraf Heinrich II. den Streit zwischen dem bisherigen Erzbischof Heinrich III. von Virneburg und dessen vom Papst neu ernannten Rivalen Gerlach von Nassau ausnutzte, seine eigene Position in Niederhessen zu stärken. 1350 belagerten die Hessen die Burg erneut und zwangen die Besatzung zur Übergabe. Nach dem Tod Heinrichs von Virneburg 1353 und der Beendigung der Feindseligkeiten zwischen Mainz und Hessen sollte die Burg, entsprechend den Bedingungen des Sühnevertrags vom 10. Mai 1354, sofort geschleift werden. Dazu kam es jedoch nicht, da beide Seiten ihre vertraglichen Verpflichtungen nur teilweise einhielten.
Der Kampf um die territoriale Vorherrschaft in Niederhessen dauerte an. 1365 musste Landgraf Heinrich die Burg wieder an Mainz übergeben, aber sie wurde in einer erneuten Fehde wieder von Hessen erobert. Der zum Schiedsrichter bestimmte Erzbischof Friedrich III. von Köln entschied 1385, dass die Burg zu reparieren und wiederum an die Mainzer auszuliefern sei. Dies geschah zwar, aber diese Verpflichtung hielt nur bis 1399. Zu dieser Zeit hatte die Kraft des Erzbistums im Verhältnis zum erstarkenden Hessen sichtbar nachgelassen, und die Burg spielte wohl keine ernsthafte militärische Rolle mehr. Schon im Jahr 1400 waren die ehemals mainzischen Güter in Oberhaldessen zur hessischen Sababurg gekommen, und in den Kämpfen des Jahres 1403 um Hofgeismar und die Sababurg wurde die Burg Haldessen, die wohl auch wieder in hessischen Besitz gekommen war, schon nicht mehr erwähnt.
Eine Urkunde aus dem Jahr 1425 besagt, dass der Erzbischof von Mainz vom Landgrafen an der Landwehr, an der Warte und am Graben bei Oberhaldessen behindert worden sei. Daraus ist zu schließen, dass von der Burg nur noch der Turm (d. h., die Warte) übrig geblieben war.